# Ezetimibe/simvastatin
Ezetimibe/simvastatin là một loại thuốc kết hợp được sử dụng để điều trị rối loạn lipid máu. Nó là sự kết hợp của ezetimibe (Zetia gọi là tại Hoa Kỳ) và các statin thuốc simvastatin (Zocor gọi là ở Mỹ).
Ezetimibe làm giảm cholesterol trong máu bằng cách tác động ở đường viền bàn chải của ruột non và ức chế sự hấp thụ cholesterol, dẫn đến giảm việc cung cấp cholesterol trong ruột cho gan.
Simvastatin là một chất ức chế hoặc statin khử HMG-CoA. Nó hoạt động bằng cách ngăn chặn một loại enzyme cần thiết cho cơ thể để tạo ra cholesterol. Các phiên bản chung đã được phê duyệt vào năm 2017. Việc chuẩn bị kết hợp được Merck & Co. đưa ra thị trường dưới tên thương mại Vytorin ở Mỹ và Inegy ở Châu Âu.

## Chống chỉ định
- Bệnh gan cấp tính
- Mang thai và cho con bú

## Tác dụng phụ
- Bệnh cơ
- Tiêu cơ vân
- Đau cơ
- Đau ở tứ chi, bụng
- Phù mạch
- Viêm gan
- Bệnh chàm
- Mệt mỏi
- Đau đầu
- Cúm, viêm họng, viêm xoang và nhiễm trùng đường hô hấp trên

## Tương tác
- Cyclosporine
- Danazol
- Chất ức chế protease
- Verapamil
- Amiodarone
- Một lượng lớn niacin (axit nicotinic), nước bưởi
- Erythromycin, telithromycin, clarithromycin
- Nefazodone

## Dược lý
Sự kết hợp giữa ezetimibe và simvastatin hiện đang    sản phẩm duy nhất để điều trị cả hai nguồn cholesterol; hấp thu ở ruột của cả cholesterol đường mật và chế độ ăn uống, và sản xuất ở gan và các mô ngoại biên. Người ta cho rằng việc điều trị cholesterol cao từ cả hai nguồn có khả năng dẫn đến mức cholesterol thấp hơn, đặc biệt là cholesterol LDL. Trong một nghiên cứu lâm sàng, người ta đã chứng minh rằng sự kết hợp giữa ezetimibe và simvastatin là vượt trội so với atorvastatin trong việc giảm cholesterol LDL.

## Các thử nghiệm lâm sàng

### Thử nghiệm IMPROVE-IT
Được xuất bản vào năm 2015, việc giảm các kết quả đã được chứng minh: Thử nghiệm quốc tế về hiệu quả của Vytorin (IMPROVE-IT) đã chọn ngẫu nhiên 18.144 bệnh nhân bị ACS thành simvastatin 40 mg/ngày cộng với ezetimibe 10 mg/ngày hoặc simvastatin đơn thuần. Với thời gian theo dõi trung bình 6 năm, simvastatin+ezetimibe đã được tìm thấy làm giảm kết cục chính của tử vong CV, biến cố CV lớn hoặc đột quỵ không sinh (34,7% so với 32,7%; P = 0,016; NNT 50 mỗi 7 năm hoặc NNT 350 mỗi 1 năm). Không có giảm tỷ lệ tử vong do mọi nguyên nhân hoặc CV với simvastatin + ezetimibe, mặc dù đã giảm MI và đột quỵ.

### Dữ liệu thử nghiệm ENHANCE
Nghiên cứu ENHANCE hai năm  không cung cấp bằng chứng cho thấy ezetimibe/simvastatin tốt hơn simvastatin (một loại thuốc chung) về mặt đạt được sự thay đổi thấp hơn so với đường cơ sở trong độ dày môi trường carotid mặc dù mức độ LDL thấp hơn trong dân số bệnh nhân với chứng tăng cholesterol máu gia đình dị hợp tử (một dạng cholesterol cao ảnh hưởng đến dưới 1% bệnh nhân). Các sự kiện lâm sàng như đau tim và đột quỵ không được đo là điểm cuối chính hoặc phụ của nghiên cứu khiến cho việc xác định ảnh hưởng của Vytorin đối với các sự kiện này là không thể.     

### Cuộc tranh luận và yêu cầu sau đó
Đại học Tim mạch Hoa Kỳ đã công bố một tuyên bố cho thấy rằng "các quyết định lâm sàng lớn không được thực hiện trên cơ sở nghiên cứu ENHANCE", đưa ra một nhóm bệnh nhân nhỏ và duy nhất, 720 bệnh nhân trong một bệnh viện ở Amsterdam bị tăng cholesterol máu gia đình dị hợp tử.
Merck và Schering Plough đã báo cáo rằng họ có ba thử nghiệm đang được tiến hành để tập trung vào kết quả, đo lường tác dụng của thuốc đối với các cơn đau tim và đột quỵ ở bệnh nhân.
Những kết quả này đã được trình bày đầy đủ tại cuộc họp của Đại học Tim mạch Hoa Kỳ vào ngày 30 tháng 3 năm 2008, hai năm sau khi bệnh nhân cuối cùng hoàn thành nghiên cứu. Ủy ban Năng lượng và Thương mại Hạ viện đã tiến hành một cuộc điều tra về việc tiết lộ dữ liệu nghiên cứu bị trì hoãn.     

## Chiến dịch quảng cáo
Tại Hoa Kỳ, Vytorin đã giới thiệu một chiến dịch quảng cáo trên truyền hình cho thấy một loạt các hình ảnh chia đôi màn hình của một người và một loại thực phẩm để xác định rằng cholesterol đến từ hai nguồn và có thể được hấp thụ từ thực phẩm hoặc do cơ thể sản xuất, và đó di truyền đóng một vai trò trong sau này. Điểm này là một sự khởi đầu từ niềm tin thường thấy rằng cholesterol cao chỉ đến từ thực phẩm mà bạn ăn. Trong mỗi quảng cáo, các tính năng hoặc quần áo của người đó và thực phẩm được mạ để nhấn mạnh sự tương đồng giữa người và thực phẩm. Ví dụ, trong một quảng cáo, một phụ nữ mặc áo sơ mi màu vàng và ghim cài ghép với một miếng bánh có màu tương tự.